# XHBJ-TDT
XHBJ-TDT es una estación de televisión en Tijuana, Baja California; propiedad de Media Sports de México, S.A. de C.V. y operado por PSN Primer Sistema de Noticias. Actualmente es canal es conocido como Canal 45
Esta estación comenzó como un canal de televisión de música en 1990 con algunos programas locales y eventos deportivos. A finales de los 90 se afilió a Televisa restringiendo casi en su totalidad la programación local. Sin embargo, la estación siguió transmitiendo programas locales y vídeos musicales más tarde antes de terminar sus transmisiones.
De finales de 1990 a 2006, la estación estuvo afiliada a Galavisión, y de 2006 al 2012 retransmitió Canal 5. A principios de 2012, XHBJ-TV regresó a la programación de Gala TV, moviendo la programación de Canal 5 a XETV-TDT Canal 6.
En 2019 Televisa retira la programación del canal 9 para pasarse a un subcanal de XETV (en pantalla 16.1) y el 1 de noviembre se convirtió en 45 TV Tijuana con algunos programas locales y se convirtió en afiliado de Multimedios Televisión.
A partir del 1 de enero de 2022 la operación de XHBJ pasa a PSN Primer Sistema de Noticias transmitiendo la programación del canal de televisión por cable que posee y cambia su nombre a Canal 45 La Voz del Pueblo.

## Televisión digital terrestre
La transmisión en TDT de XHBJ-TV como XHBJ-TDT se encontró inicialmente en el canal digital 44. En 2018, debido al reordenamiento de canales en México, fue colocado en el canal 27. Debido al uso del PSIP,  en los receptores televisivos digitales podrán mostrarse en pantalla como el canal 45.1, y debido a la conversión mandato del gobierno mexicano de analógico a digital, XHBJ-TV dejó su señal analógica el 28 de mayo de 2013. Tijuana es la primera ciudad de México, donde la conversión de analógico a digital se produce las otras estaciones de televisión restauraron sus señales analógicas de nuevo dos días después (para que se conviertan de nuevo en agosto), con la excepción de XHBJ.
Desde el 1 de enero de 2022, el canal empezó a transmitir en definición estándar. En junio del 2023 el IFT, autoriza los autoriza el acceso a la multiprogramación.